# Martinet petit-rollé
Tachornis phoenicobia
Espèce
Répartition géographique
Statut de conservation UICN

 LC  : Préoccupation mineure
Le Martinet petit-rollé (Tachornis phoenicobia) est une espèce d'oiseaux des Antilles appartenant à la famille des Apodidae.

## Répartition et sous-espèces
Selon la classification de référence du Congrès ornithologique international (15.1, 2025) il se répartit en deux sous-espèces :
- T. p. iradii (Lembeye, 1850) — Cuba ;
- T. p. phoenicobia Gosse, 1847 — Jamaïque et Hispaniola.